# Розімкнене коло
«Розімкнене коло» (англ. The Broken Circle Breakdown) — бельгійсько-нідерландська музична мелодрама режисера і сценариста Фелікса ван Ґронінґена, що вийшла 2012 року. У головних ролях Веерле Беатенс, Йоган Гельденберґ. Стрічку створено на основі однойменої п'єси Йогана Гельденберґа і Міке Добблеса.
Продюсером був Дірк Імпенс. Вперше фільм почали демонструвати 10 жовтня 2012 року у Бельгії. В Україні у кінопрокаті фільм не демонструвався.
Український переклад зробила студія Цікава ідея на замовлення Гуртом..

## Сюжет
Власниця татуювального салону Еліз знайомиться з Дідьє, який грає на банджо у музичному гурті. Вони закохуються і у них народжується донька Майбелл. Через сім років стає відомо, що їхня донька серйозно захворіла.

## У ролях
| Актор                | Персонаж              | Роль                        |
| -------------------- | --------------------- | --------------------------- |
| Верле Батенс         | Еліз нід. Elise       | татуювальниця, мати Майбелл |
| Йоган Гельденберґ    | Дідьє нід. Didier     | музикант, батько Майбелл    |
| Нелл Катриссе        | Майбелл нід. Maybelle | донька Еліз і Дідьє         |
| Герт ван Рампельберґ | Вілльям нід. William  |                             |
| Нільс де Кастер      | Йок нід. Jock         |                             |

## Сприйняття

### Критика
Фільм отримав позитивні відгуки: Rotten Tomatoes дав оцінку 80 % на основі 74 відгуків від критиків (середня оцінка 7,4/10) і 87 % від глядачів із середньою оцінкою 4/5 (1,881 голос). Загалом на сайті фільми має позитивний рейтинг, фільму зарахований «стиглий помідор» від кінокритиків і «попкорн» від глядачів, Internet Movie Database — 7,9/10 (8 455 голосів), Metacritic — 71/100 (29 відгуків критиків) і 7,7/10 від глядачів (12 голосів). Загалом на цьому ресурсі від критиків і від глядачів фільм отримав позитивні відгуки.

### Касові збори
Під час показу у Бельгії, що стартував 10 жовтня 2012 року, протягом першого тижня фільм показали на 32 екранах і він зібрав 290,221 $, що на той час дозволило йому зайняти 3 місце серед усіх прем'єр. Показ протривав 24 тижні і завершився 24 березня 2013 року, зібраши за цей час 3,413,827 $.
Під час показу у США, що розпочався 1 листопада 2013 року, протягом першого тижня фільм показали в 1 кінотеатрі і він зібрав 7,100 $, що на той час дозволило йому зайняти 71 місце серед усіх прем'єр. Показ фільму протривав 91 день (13 тижнів) і за цей час фільм зібрав у прокаті у США 129,281  доларів США, а у решті країн 1,714,475 $, тобто загалом 1,843,756 $.

### Нагороди і номінації[12]
| Рік  | Нагорода                                  | Категорія                       | Номінант             | Результат |
| ---- | ----------------------------------------- | ------------------------------- | -------------------- | --------- |
| 2013 | Берлінський кінофестиваль                 | Panorama                        | Фелікс ван Ґронінґен | Перемога  |
| 2013 | Берлінський кінофестиваль                 | Фільм-фікція                    | Фелікс ван Ґронінґен | Перемога  |
| 2014 | 86-та церемонія вручення нагороди «Оскар» | Найкращий фільм іноземною мовою | стрічка              | Номінація |

### Виноски
1. 1 2 3  The Broken Circle Breakdown: Release Info (англ.). Internet Movie Database. Архів оригіналу за 27 березня 2014. Процитовано 2 лютого 2014.
2. 1 2 3  Broken Circle Breakdown (англ.). Box Office Mojo. Архів оригіналу за 4 березня 2014. Процитовано 3 лютого 2014.
3. 1 2  The Broken Circle Breakdown (англ.). Internet Movie Database. Архів оригіналу за 2 листопада 2013. Процитовано 2 лютого 2014.
4. ↑  The Broken Circle Breakdown (англ.). Allmovie. Архів оригіналу за 26 січня 2014. Процитовано 2 лютого 2014.
5. 1 2  The Broken Circle Breakdown: Full Cast & Crew (англ.). Internet Movie Database. Архів оригіналу за 26 березня 2014. Процитовано 3 лютого 2014.
6. ↑  Разомкнутый круг. Премьеры (рос.). КиноПоиск. Архів оригіналу за 21 лютого 2014. Процитовано 3 лютого 2014.
7. ↑  Озвучення фільмів українською[недоступне посилання]
8. ↑  The Broken Circle Breakdown (англ.). Rotten Tomatoes. Архів оригіналу за 2 лютого 2014. Процитовано 3 лютого 2014.
9. ↑  The Broken Circle Breakdown (англ.). Metacritic. Архів оригіналу за 2 лютого 2014. Процитовано 3 лютого 2014.
10. ↑  The Broken Circle Breakdown — Belgium Weekend Box Office (англ.). Box Office Mojo. Архів оригіналу за 21 лютого 2014. Процитовано 3 лютого 2014.
11. ↑  The Broken Circle Breakdown (англ.). The Numbers. Архів оригіналу за 21 лютого 2014. Процитовано 3 лютого 2014.
12. ↑  The Broken Circle Breakdown: Awards (англ.). Internet Movie Database. Архів оригіналу за 4 березня 2014. Процитовано 3 лютого 2014.